# Piet de Zwarte
Pieter Karel de Zwarte dit Piet (né le 16 février 1948 à Renkum) est un joueur de water-polo néerlandais, médaille de bronze olympique en 1976.
- CIO
- Olympedia
- World Aquatics